# 南极瞬态脉冲天线
南極脈衝瞬態天線（Antarctic Impulsive Transient Antenna；ANITA）实验被设计来探究宇宙高能中微子，其方式为探测他们与南极冰层的交互作用发射出的无线电脉冲。这将用到一个由32个无线电天线组成的阵列（布置成圆柱形，半径约为3米，高度约为5米），再以一个氦气球悬挂到大约35000米的高空。 

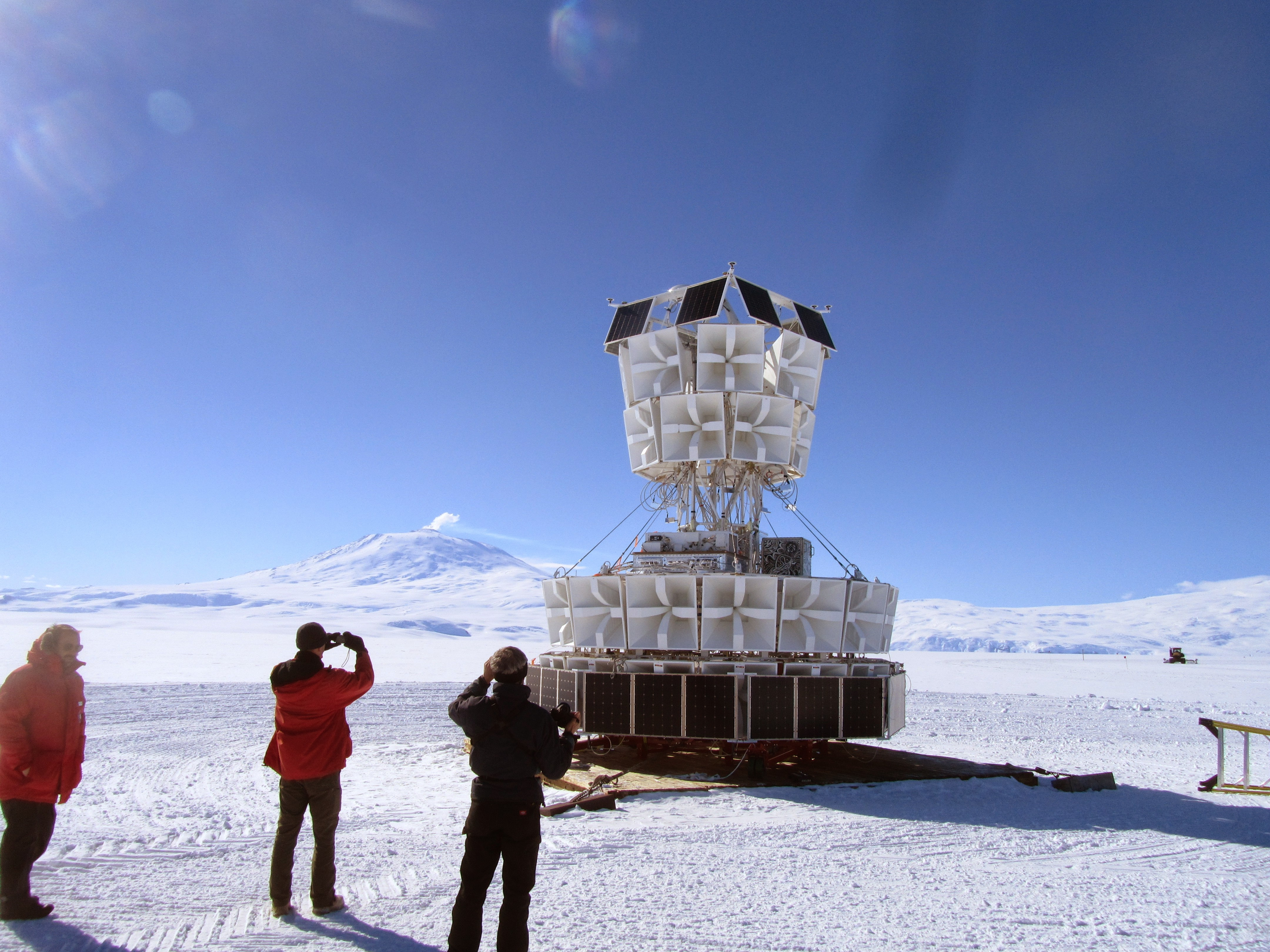
The ANITA 3 experiment in Antarctica, prior to being launched on a balloon.

该中微子的能级是 1018 eV, 是由阿斯卡莱恩效应而产生无线电脉冲。这些高能宇宙中微子产生于超高能宇宙射线和宇宙背景辐射的光子间的交互作用，该观点被广泛接受。该实验希望可以揭示那些宇宙射线的起源。

## 实验时间轴
ANITA-I 在2006-07的夏天于南极洲麥克默多站发射。该天线阵列应该在被CSBF （页面存档备份，存于）收回前随着极地风飘了一个月。每一个任务（若被提供资金）需要和下一个任务至少间隔两年。ANITA-II经过修改，带有40个天线，于2008-09年的夏天在麥克默多站发射。ANITA-III被期望提升5-10倍的敏感度且期望于将于2014年十一月发射。

## 资金
ANITA目前被美国国家航空航天局提供资金支持。

## 合作者
ANITA当前的合作团队包括来自夏威夷大学马诺阿分校，加州大学洛杉矶分校，俄亥俄州立大学，特拉华大学，堪萨斯大学，圣路易斯华盛顿大学，明尼苏达大学，
伦敦大学学院，芝加哥大学，国立台湾大学的成员。

## 另请参阅
- IceCube微中子觀測站
- Radio Ice Cerenkov Experiment（英语：Radio Ice Cherenkov Experiment）
- 中微子探测器
- Encounters at the End of the World

## 提及
1. ↑  .   [2016-07-20]. （原始内容存档于2015-09-24）.
2. ↑  . New Scientist. 23 December 2006.